# Lamo-Dechen-Kloster
Das Lamo-Dechen-Kloster bzw. Lamo Dechen Chökhorling (tib.: la mo bde chen chos 'khor gling) oder Dechen-Kloster bzw. Lamo Dechen Gön (tib.: la mo bde chen dgon) ist ein bedeutendes Kloster der Gelug-Schule des tibetischen Buddhismus (Vajrayana) im Rongwo-Gebiet in Zentral-Amdo.
Es liegt im Kreis Jainca (tib. Centsha) im Osten der chinesischen Provinz Qinghai, der zum Verwaltungsgebiet des Autonomen Bezirks Huangnan der Tibeter gehört.
Das Kloster wurde 1682 vom 3. Lamo Rinpoche Ngawang Lobsang Tenpe Gyeltshen (1660–1728) gegründet.